# Gostkowo (Ostrów Mazowiecka)
Pour les articles homonymes, voir Gostkowo.
Gostkowo (prononciation : [ɡɔstˈkɔvɔ]) est un village polonais de la gmina de Szulborze Wielkie dans le powiat d'Ostrów Mazowiecka de la voïvodie de Mazovie dans le centre-est de la Pologne.
Il se situe à environ 3 kilomètres au nord-est de Szulborze Wielkie (siège de la gmina), 24 kilomètres à l'est d'Ostrów Mazowiecka (siège du powiat) et à 106 kilomètres au nord-est de Varsovie (capitale de la Pologne).

## Histoire
De 1975 à 1998, le village appartenait administrativement à la voïvodie de Łomża.